# Pròrroga
La pròrroga és un mètode de desempat que s'utilitza en partits de diferents esports quan hi ha igualtat un cop acabat el temps reglamentari del partit original. És habitual en el bàsquet, on no es permet l'empat. En altres esports s'acostuma a utilitzar en partits eliminatoris, on ha d'haver, necessàriament, un equip guanyador.